# Cataclysta obliquifascia
Cataclysta obliquifascia is een vlinder uit de familie van de snuitmotten (Pyralidae). De wetenschappelijke naam van de soort is voor het eerst geldig gepubliceerd in 1917 door George Francis Hampson.
De soort werd ontdekt in Pernambuco (Brazilië).